# 龙骑侠
《龙骑侠》原名《巴希库大冒险》（英語：Bicycle Boy），中国大陆3D动画电影，导演和编剧是刘可欣，配音张璐、毛毛头、小头四、路知行、张伟、廖菁。该片脱胎于动画片《果果骑侠传》。

## 剧情
该片讲述绿之岛的“果果”从丑小鸭到英雄的成长励志故事。

## 演出
| 演员   | 角色     | 备注 |
| 张璐   | 果果     |      |
| 毛毛头 | 妙妙     |      |
| 路知行 | 小头四   |      |
| 张伟   | 馆长爷爷 |      |
| 李立宏 | 舅舅     |      |
| 唐小喜 | 风娃     |      |

## 曲目
主题曲是“中国好声音”第一期人气歌手金志文演唱。

## 上映
豆瓣评分4.3分。